# 小川正二
小川 正二（おがわ しょうじ、1947年9月10日 - ）は、日本の外交官。

## 人物・経歴
東京都出身。1971年に東京大学経済学部を中退し、外務省入省。サウジアラビア在勤、国際連合日本政府代表部参事官、1991年外務省外務大臣官房領事移住部邦人保護課長、1994年日本輸出入銀行営業第三部参事役、1997年在スリランカ日本国大使館公使兼モルディブ公使、2000年在アイルランド日本国大使館公使、2002年在デンマーク日本国大使館公使兼リトアニア公使を経て、2004年（平成16年）7月から2005年2月まで、自ら希望して在クウェート日本国大使館公使兼イラク公使と兼務して在サマーワ外務省連絡事務所長を務めた。2005年（平成17年）アトランタ総領事を経て、2008年（平成20年）から2010年（平成22年）までイラク駐箚特命全権大使。退官後はイラク関係のビジネスコンサルト業を行っており、日立製作所のアドバイザーなどを務める。